# Невицкий замок
Неви́цкий за́мок (укр. Неви́цький за́мок) — замок близ села Каменица Закарпатской области Украины, что в 12 км северо-восточнее областного центра Ужгород. 

## История
Замок был построен в XIII веке на вершине холма над долиной реки Уж на месте более раннего деревянного укрепления. 
В 1241 году был разрушен ордами монголо-татар, но во второй половине XIII века был восстановлен. На рубеже XIII—XIV веков на месте круглого донжона была построена четырёхугольная трехъярусная башня-донжон. С развитием огнестрельного оружия замок постоянно усовершенствовался и перестраивался и окончательные свои очертания приобрел в начале XVI века. 
В начале XVII века, во время владения им рода Другетов, замок в результате междоусобных войн неоднократно переходил из рук в руки. В 1644 году замок захватил и разрушил трансильванский воевода Дьёрдь Ракоци. С тех пор замок не восстанавливался и дошёл до наших времен в виде руин.
В состав оборонительных укреплений входят два вала с рвом между ними, оборонительная стена с четырьмя башнями на внутреннем валу, въездная башня и внутренние строения с башней-донжоном. Из четырёх башен (конец XIV-начало XV века) на внутреннем валу укреплений три имеют полуовальную форму и одна треугольную. В юго-западной части находится шестиугольная въездная башня, которая соединяется с основными укреплениями двумя параллельными оборонительными стенами. Среди внутренних построек замка выделяется квадратная в плане башня-донжон. На замковом дворе находится колодец диаметром 3.5 метра.
В настоящее время замок находится в законсервированном состоянии. Верхние части сохранившихся башен оборудованы шатровыми перекрытиями.
У 2019—2021 годах в Невицком замке проводились неотложные реставрационные работы.

## Галерея
- Башня-донжон (2012)
- Башня-донжон после реставрации (2021)
- Панорама
- Реконструкция Невицкого замка в 3D
- Одна из башен замка — Барбакан